# D'Isendoorn à Blois

D'Isendoorn à Blois, is een oud-adellijk Gelders geslacht waarvan leden sinds 1814 tot de moderne Nederlandse adel behoren en dat in 1865 uitstierf.

## Geschiedenis

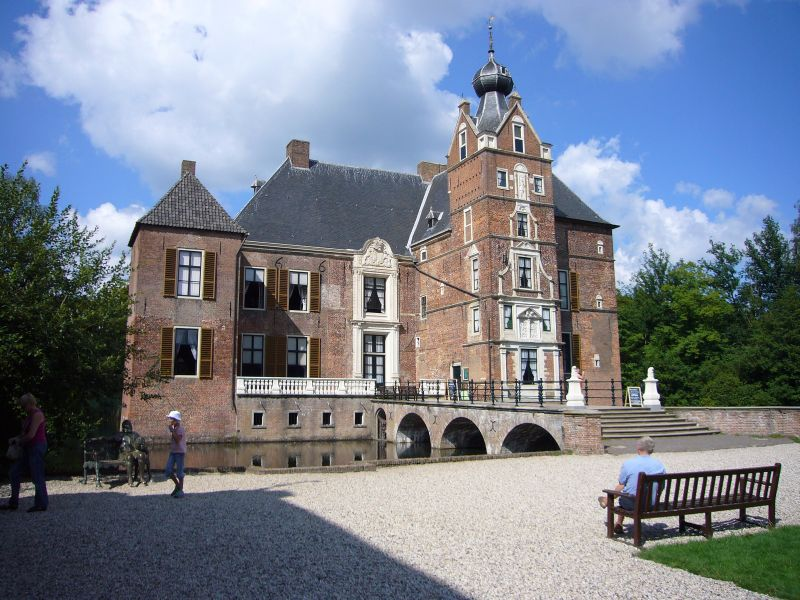
De Cannenburch

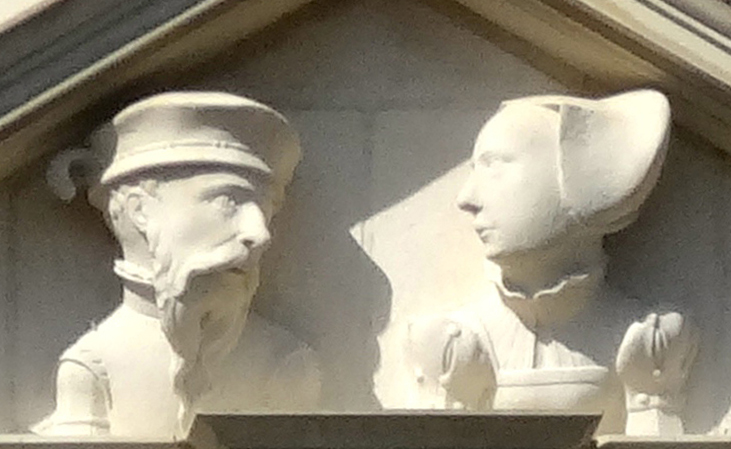
Afbeeldingen van Hendrik van Isendoorn (†1594) en Sophie van Stommel (†1576) in de gevel van de Cannenburgh in Vaassen

De stamreeks begint met Johan van Isendoorn, een telg van het geslacht de Cock. Bij Souverein Besluit van 28 augustus 1814 werd Fredericus Carolus Theordorus d'Isendoorn à Blois, heer van Feluy (in Belgisch Henegouwen, nu deelgemeente van Seneffe) en de Cannenburch (1784-1865) benoemd in de ridderschap van Gelderland. In 1822 werd voor hem en zijn broer erkend de titel van baron op allen (waardoor zijn broer ook tot de Nederlandse adel ging behoren). Met de eerst genoemde stierf het geslacht in 1865 uit en kwam ook een einde aan driehonderd jaar bewoning door leden van dit geslacht van kasteel de Cannenburch.
Hendrik van Isendoorn pretendeerde dat zijn voorouders uit het geslacht Cock afstamden van de graven van Blois en deed aldus zijn naam verfraaien met deze prestigieuze naam. Volgens de legende zou ene Raoul de Châtillon (±1225-1283) de koning van Frankrijk zo kwaad hebben gemaakt dat die hem een 'Coquin' noemde. De jonge en onbesuisde edelman viel daarop met enkele vrienden de lijfwacht van de koning aan en delfde het onderspit. Hij vluchtte daarna naar de Lage Landen, woonde in een kasteel in Rhenoy en noemde zich 'Rudolf de Cocq'. Hij bleef wel het wapen voeren van de Châtillons en zo ook zijn nakomelingen en later diverse heerlijkheden in de Betuwe. Sommige latere gebruikers van het wapen maken het onderscheid door een toevoeging op het gouden schildhoofd of door het helmteken te vervangen. 
Echter in 2020 promoveerde Henri Vermeulen aan de Rijksuniversiteit van Groningen in de graad van doctor op het proefschrift "Bouwsteen en Toetssteen. Een overweging van de bronnen en methoden van de genealogie gecentreerd rond het Gelderse geslacht De Cock", waarin Vermeulen na intensief onderzoek tot de conclusie komt dat er geen enkel bewijs is dat de familie De Cock zou zijn voortgekomen uit het Franse geslacht Châtillon. Ook van het bestaan van een Raoul de Châtillon ontbreekt elk spoor. Stichting De Nederlandse Leeuw en het KNGGW achten het proefschrift dan ook van zodanig belang dat het een wijdere verspreiding verdient.

## Enkele telgen
Johan van Isendoorn (overleden voor 1558), ridder, in de ridderschap van Veluwe; trouwde in 1523 met Margaretha van Rossem, vrouwe van Cannenburch en Lathem (1558, als erfgename van haar broer Maarten van Rossum) (†1558)
- Hendrik van Isendoorn genoemd van Blois, heer van Stockum, Cannenburch en Lathem (1558) (†1594), in de ridderschap van Veluwe, erfmaarschalk van het hertogdom Limburg
  - Marten van Isendoorn à Blois, heer van Stockum en Cannenburch (†1632), in de ridderschap van Veluwe
    - Elbert van Isendoorn à Blois, heer van Stockum en Cannenburch (1601-1680), dijkgraaf van Veluwe
      - Marten Albert van Isendoorn à Bloys, heer van Stockum en Cannenburch (†1689)
      - Jan Hendrik van Isendoorn à Bloys, heer van Stockum en Cannenburch (1666-1703), in de ridderschap van Veluwe, dijkgraaf van Veluwe
        - Elbert Godert van Isendoorn à Bloys, heer van Stockum en Cannenburch (†1713)
        - Frederik Johan van Isendoorn à Blois, heer van Cannenburch, etc. (1699-1771), in de ridderschap van Veluwe, dijkgraaf van Veluwe
          - Reyndert Carel d'Isendoorn à Blois, heer van Cannenburch (-1783), verkoopt in 1783 de Cannenburch aan zijn broer
          - Jan Hendrik Joseph d'Isendoorn à Blois, heer van Cannenburch (1727-1800), in de ridderschap van Luik, majoor in Statendienst
            - Frederik Karel Theodoor baron d'Isendoorn a Blois, heer van Feluy en Cannenburch (1784-1865), benoemd in de ridderschap van Gelderland in 1814 en daarmee opgenomen in de Nederlandse adel, in 1822 volgde erkenning van de titel van baron, kamerheer i.b.d. van de koningen Willem I, II en III, laatste telg van het adellijke geslacht D'Isendoorn à Blois; trouwde in 1847 met Charlotta Theodora Maria Alexandrina barones van Oldeneel tot Oldenzeel (1809-1881), bewoonde tot haar overlijden de Cannenburch waarna haar erfgenamen het kasteel verkochten
            - Reindert Albert Lodewijk baron d'Isendoorn à Blois (1786-1856), in 1822 opgenomen in de Nederlandse adel met erkenning van de titel van baron, etser en tekenaar

## Interesse voor het Prinsbisdom Luik en de Zuidelijke Nederlanden
De adellijke familie de Renesse werd door Maarten van Rossum rond 1530 verjaagd van Oostmalle naar Elderen in het Prinsbisdom Luik.
Rond 1720 huwt een verarmde Frederik Johan van Isendoorn a Blois met een rijke gravin de Renesse uit s'Herenelderen. Alzo komt hij in het bezit van enkele dorpen, o.a. Kortessem, in het Luikse. Tijdens de slag van Lafelt in 1748 lukken de Franse troepen een doorbraak ter hoogte van de opgestelde troepen van de Staatse generaal van Isendoorn.
In Gelders Vaassen zijn de van Isendoorn's heimelijk Katholiek.
In zijn Luikse dorp Kortessem start van Isendoorn de eerste vervolging van Bokkenrijders in 1762. Hij stelt de later berucht geworden Hollanders aan als nieuwe drossaard. Ook in zijn dorp Beringen start hij vervolgingen. Als Pandheer van Neerglabbeek stelt van Isendoorn de beruchte Clerx aan om Bokkenrijders aan de galg te krijgen. De kinderen kijken eveneens zuidwaarts. 
Henriette Sophie werd abdis te Nijvel en bezat het kasteel van Feluy.
Margaretha (1727-1817) werd de laatste abdis van Munsterbilzen.
Renier Charles Joseph zat in de hoogste leiding van de Luikse Revolutie in 1789.
1. ↑  Henri Vermeulen (2020). Bouwsteen en Toetssteen: Een overweging van de bronnen en methoden van de genealogie gecentreerd rond het Gelderse geslacht De Cock. LeoLiber. ISBN 9789082527926. Gearchiveerd op 26 juni 2022. Geraadpleegd op 4 juli 2022.
2. ↑  Uitgeverij LeoLiber, Werken XXVI: Bouwsteen en Toetssteen. LeoLiber (2020). Gearchiveerd op 26 juni 2022. Geraadpleegd op 4 juli 2022.